# Listriella titinga
Listriella titinga is een vlokreeftensoort uit de familie van de Liljeborgiidae. De wetenschappelijke naam van de soort is voor het eerst geldig gepubliceerd in 1988 door Wakabara, Tararam, Valério-Berardi & Leite.